# Rolf Berner
Sven Rolf Uno Berner, född 26 november 1930 i Skövde församling i Skaraborgs län, död 6 maj 1999 i Enskede församling i Stockholm, var en svensk översättare och författare.
Rolf Berner tog realexamen 1947, vistades som översättare i Moskva 1957–1961 och fick gymnasiekompetens 1969. Han översatte bland andra Aleksandr Solzjenitsyn och Tjingiz Ajtmatov till svenska men gav också ut de egna böckerna Kolchos (1972) och Rysk arbetare (1976).
Han var politiskt engagerad inom Vänsterpartiet och satt en tid i kommunfullmäktige i Nacka kommun. Han blev 1967 Stockholmsmästare i schack.
Rolf Berner var son till Rosa Berner (1907–1987). Han var 1955–1972 gift med Gun Fredriksson (född 1935) och 1978–1990 med Virginie Verhagen (född 1950). Bland barnen märks den nynazistiske aktivisten Dan Berner (född 1975). Rolf Berner är gravsatt i minneslunden på Skogskyrkogården i Stockholm.